# آندره کورپوریشن

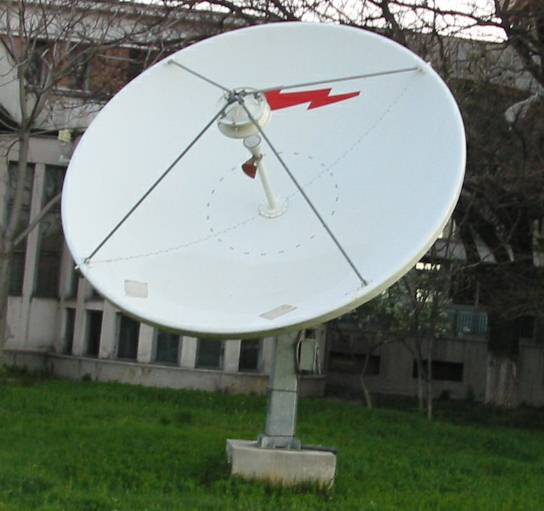
یکی از دیش های ساخته شده شرکت آندره کورپوریشن

آندره کورپوریشن (انگلیسی: Andrew Corporation) شرکت فناوری اطلاعات آمریکایی است، که در سال ۱۹۳۷ تأسیس شد.